# 라스트 썸머
《라스트 썸머》(영어: The Last Summer)는 미국에서 제작된 윌리엄 빈들리 감독의 2019년 로맨틱 코미디 영화이다. KJ 아파, 마이아 미첼 등이 출연하였다.

## 출연
- KJ 아파
- 마이아 미첼
- 제이컵 래티모어
- 홀스턴 세이지
- 소시 베이컨
- 개브리엘 앤워
- 에드 퀸
- 게이지 골라이틀리
- 타일러 포지
- 그리어 그래머